# ریکیهیرو سوگییاما
ریکیهیرو سوگییاما (انگلیسی: Rikihiro Sugiyama؛ زادهٔ ۱ مهٔ ۱۹۸۷) بازیکن فوتبال اهل ژاپن است.
از باشگاه‌هایی که در آن بازی کرده‌است می‌توان به باشگاه فوتبال کاوازاکی فرونتال و باشگاه فوتبال شیمیزو اس-پالس اشاره کرد.